# Марі Герекмазян
Марі Герекмазян (вірм.: Մարի Կերեքմէզեան; 1913–1947) – турецька скульпторка вірменського походження. Була однією з перших жінок-скульпторів Туреччини.

## Біографія
Марі Герекмезян народилася 1913 року у вірменській родині у селі Талас, поблизу Кейсеру, Османська імперія. Навчалася в місцевій початковій школі для дівчаток в Бейоглу. Після цього переїхала до Стамбулу, де навчалася в вірменської школі Єсаян. Під час навчання там Герекмезян мала можливість познайомитися з відомим турецьким автором Ахмедом Хамді Танпинаром. Танпинар надихнув Герекмезян здобути ступінь філософії. Одночасно вона як студент-гість відвідувала Академію мистецтв і вивчала скульптуру,  а Бедрі Рахмі Еюбоглу був її асистентом. Вона створила його бюст. В Академії її навчав відомий німецький скульптор Рудольф Беллінг.  
Герекмезян була викладачкою мистецтва та вірменської мови в середніх школах Гетронагана та Есаяна в Стамбулі. Вона також викладала в початковій школі Арті Ґіртарана в Стамбулі, яка відкрита до сьогодні.
У 1946 році Марі Герекмезян спіймала туберкульозний менінгіт. Через Другу світову війну, яка щойно закінчилася, медицина була надзвичайно дорогою. Бедрі Рахмі продав багато своїх картин, але не зміг врятувати Герекмезян. Вона померла у 1947 році у віці 35 років. Похована на вірменському кладовищі Сіслі. 

## Творчість
Велика частина робіт Герекмезян загубилася. Її інші твори мистецтва знаходяться в «Resim ве Heykel Muzesi» (музей живопису і скульптури) в Стамбулі і в приватних колекціях. Деякі з найвідоміших творів Марі Герекмезян включають: 
Бюст професора Нешета Омера (1943)
Бюст професора Секіпа Тунча (1943)
Маска Патріка Месроб Тіна (1944)
Бюст Ях'я Кемаля Беятлі (1945)
Бюст Бедрі Рахмі Ейюбоглу

## Нагороди
За бюсти професора Нешета Омера і професора Секіпа Тунча була нагороджена на скульптурній виставці в Анкарі в 1943 р. 
Отримала премію за І місце на Державній виставці образотворчого мистецтва в Анкарі, представивши бюст поета Ях'я Кемаля Беятлі в 1945 році.

## Відносини з Бедрі Рахмі Ейюбоглу
Поки Герекмезян була запрошеним студентом у скульптурному відділенні Санатларської Академії Гюзеля (Велика Академія мистецтв), вона познайомилася з Бедрі Рахмі Еюбоглу. Протягом 1940-х років Герекмезян допомагала Бедрі Рахмі Ейюбоглу в його художніх роботах. Вони врешті закохаються. Їхні стосунки порівнюються з подібними до стосунків Огюста Родена та Каміли Клодель.  Герекмезян ліпила багато бюстів Ейюбоглу, а Ейюбоглу також намалював багато ескізів Герекмезян. Ейюбоглу написав свою відому поему "Карут" для Марі Герекмезян після її смерті.  